# Heinrich Kaminski
Heinrich Kaminski (ur. 4 lipca 1886 w Tiengen, zm. 21 czerwca 1946 w Ried) – niemiecki kompozytor i  pedagog muzyczny.

## Życiorys
Był synem Paula Kaminskiego, duchownego pochodzenia polskiego, oraz śpiewaczki operowej Mathilde Barro. Ukończył studia ekonomiczne na Uniwersytecie w Heidelbergu, gdzie uczył się także gry na fortepianie u Marthy Warburg i Marthy Elspermann oraz teorii muzyki u Philippa Wolfruma. Od 1909 roku studiował w Berlinie kompozycję u Paula Juona, Hugo Kauna i Willhelma Klattego oraz grę na fortepianie u Seweryna Eisenbergera, studiów tych jednak nie ukończył, pozostając w dużej mierze samoukiem. W 1914 roku osiadł z rodziną w Ried, gdzie mieszkał w domu swojego przyjaciela, malarza Franza Marca. Udzielał w tym czasie prywatnie lekcji, do grona uczniów należeli wówczas Carl Orff i Reinhard Schwarz-Schilling.  W latach 1930–1933 był wykładowcą kompozycji w Preußische Akademie der Künste w Berlinie, po dojściu do władzy nazistów jako polityczny przeciwnik reżimu został zwolniony. W 1933 roku wrócił do Ried. W okresie III Rzeszy został skazany na zapomnienie, w 1937 roku zabroniono publicznego wykonywania jego utworów. W utrzymaniu się pomagał mu wówczas przyjaciel Werner Reinhart oraz wydawnictwo Bärenreiter-Verlag, które opublikowało kilka z jego kompozycji.
W 1987 roku powstało Heinrich-Kaminski-Gesellschaft, zajmujące się promocją muzyki kompozytora.

## Twórczość
Jako kompozytor nawiązywał do muzyki późnego romantyzmu, zwłaszcza Regera i Brucknera. Przed muzyką stawiał cele mistyczno-religijne, miała ona odwzorowywać porządek bytu i prawa natury, wzbudzać nabożne uniesienie. Posługiwał się eklektycznym stylem, czerpiącym ze średniowiecznego kontrapunktu, barokowej techniki wariacyjnej i polifonii, z twórczości J.S. Bacha. Tworzył w swobodnie traktowanych dawnych formach takich jak concerto grosso, kantata, motet, hymn, toccata. W jego muzyce brak kontrastów i wyodrębniających się motywów, polirytmika i synkopacja niwelują naturalną akcentuację, współbrzemienia kwintowo-kwartowe i nuty pedałowe nadają jej statyczny charakter.

## Ważniejsze kompozycje
(na podstawie materiałów źródłowych)

### Utwory orkiestrowe
- Concerto grosso na 2 orkiestry (1922)
- Dorische Musik (1933)
- Koncert na orkiestrę (1936)
- Koncert fortepianowy (1937)
- Tanzdrama (1942)

### Utwory kameralne
- Kwartet a-moll na klarnet, altówkę, wiolonczelę i fortepian (1912)
- 2 kwartety smyczkowe (I 1913, II 1916)
- Kwintet fis-moll na 2 skrzypiec, 2 altówki i wiolonczelę (1916, 2. wersja 1927)
- Kwintet na klarnet, róg, skrzypce, altówkę i wiolonczelę (1924)
- Praeludium und Fuge über den Namen ABEGG na kwartet smyczkowy (1927)
- Praeludium und Fuge na skrzypce i organy (1929)
- Musik na 2 skrzypiec i klawesyn (1931)
- Musik na wiolonczelę i klawesyn (1938)
- Hauskonzert na skrzypce i fortepian (1941)
- Ballade na róg i fortepian (1943)

### Utwory fortepianowe
- Klavierbuch (1934)
- 10 kleine Übungen für das polyphone Klavierspiel (1935)

### Utwory organowe
- Wie schön leucht’ uns der Morgenstern (1923)
- Chorale-Sonata (1926)
- 3 preludia chorałowe (1928)
- Toccata i fuga (1939)

### Utwory na chór a cappella
- Psalm 130 (1912)
- 6 Chorale (1915)
- Die Erde (1928)
- Die deutsche Messe (1934)

### Utwory wokalno-instrumentalne
- Psalm 69 na 8-głosowy chór mieszany, 4-głosowy chór chłopięcy, tenora i orkiestrę (1914)
- O Herre Gott na chór i organy (1918)
- Introitus und Hymnus na sopran, alt, baryton, skrzypce, altówkę, wiolonczelę, chór mieszany i orkiestrę (1919)
- 3 Gedichte von Eichendorff na 6-głosowy chór męski, 2 mandoliny, 3 lutnie, 3 trąbki, 3 rogi, triangel, bębny i talerze (1924)
- Magnificat na sopran, altówkę, chór i orkiestrę (1925)
- Der Mensch na alt, chór i orkiestrę (1926)
- Triptychon na alt lub baryton i organy (1929)
- In memoriam Gabrielae na alt, skrzypce i orkiestrę (1940)

### Opery
- Jürg Jenatsch (wyst. Drezno 1929)
- Das Spiel vom König Aphelius (1946, wyst. Getynga 1950)